# Miguel del Sel
Miguel Ignacio Torres del Sel (Santa Fe, 3 de julio de 1957) es un humorista, actor, profesor de educación física, político y productor 
pecuario argentino. En la actualidad es militante del PRO, partido político de Mauricio Macri, habiendo sido dos veces candidato a gobernador por la provincia de Santa Fe en 2011 y 2015 y ubicándose en ambas en segundo lugar por un estrecho margen. Entre diciembre de 2013 y febrero de 2015 fue diputado de la Nación Argentina. El 17 de diciembre de 2015, fue designado por Mauricio Macri como Embajador de Argentina en Panamá, cargo al que renunció el 12 de abril de 2017 para continuar su carrera como actor humorista, relanzando su grupo teatral Midachi, junto a Dady Brieva y Chino Volpato.

## Biografía
Nació en el Barrio Sur de la ciudad de Santa Fe, capital de la provincia de Santa Fe, el 3 de julio de 1957. De chico no le interesaba mucho la actuación, ya que quería ser jugador de fútbol. Su padre de pequeño lo llevaba a la cancha y se hizo hincha fanático del Club Atlético Unión.
Realizó sus estudios primarios en el Colegio San Cayetano, ubicado en la avenida Juan José Paso 3150 del Barrio Sur, el mismo donde vivió toda su infancia.
Cursó sus estudios secundarios en la Escuela Normal Superior de Comercio Domingo Guzmán Silva de calle 4 de Enero 2830 y luego comenzó sus estudios terciarios en el Instituto Santafesino de Educación Física (ISEF), donde se recibió, cuatro años después, de profesor de Educación Física.

## Carrera como actor

### Historia de Midachi
Miguel del Sel y Darío "Chino" Volpato, quienes se hicieron amigos y formaron un dúo mientras estudiaban Educación Física, conocieron a Dady Brieva. Luego de presentarse propusieron realizar una reunión en la casa de Dady, que resultó estar a la vuelta de la propiedad en la que vivía Del Sel.
El 16 de julio de 1983 en esa casa, ubicada en Primero de Mayo al 3100, en Santa Fe, se constituyó el trío Midachi.
A partir de ese mismo año comenzaron a realizar shows en peñas, eventos, cenas a beneficio y fiestas particulares. Desde su creación recorrieron la provincia de Santa Fe junto a su presentador y amigo, Raúl "Oreja" Fernández.

Viajábamos 5 en un Renault 12, actuábamos en pueblos como Monte Vera, Sarmiento, Humboldt. Era todo muy artesanal, las pelucas eran de una amiga de la mamá de Miguel, el poncho de Mercedes Sosa, prestado; y el Chino tenía una guitarra, y pará de contar.
"Oreja" Fernández

El trío fue creciendo y con el tiempo alcanzaría fama en el país. El 15 de noviembre de 1984 se presentaron en Villa Carlos Paz y logran buenos resultados de taquilla. Ese mismo año le proponen hacer una gira latina y centroamericana, que abarcaba Venezuela, Cuba, Perú y Chile. A partir de allí y hasta 1989, fecha del primer show en el Teatro Ópera de Buenos Aires, el grupo recorrió varias veces el país en diversas giras. Durante ese período lograron también mostrarse internacionalmente en giras que incluyeron Colombia, Estados Unidos, Uruguay, Paraguay, Cuba, República Dominicana, Venezuela, Puerto Rico y Chile.
En 1995 el grupo se disolvió y cada uno de sus integrantes desarrolló una exitosa carrera en forma independiente en cine, teatro y televisión, Miguel del Sel, en este caso, se va para Telefe, donde durante tres ciclos fue parte del personal de humoristas de Marcelo Tinelli en Videomatch; los sketches más populares fueron La Tota, Miguelito e imitaciones de personajes como Mercedes Sosa, Ricardo Montaner, Palito Ortega, el papa Juan Pablo II, entre otras. Simultáneamente, Dady Brieva y el Chino Volpato se fueron a Canal 13 para el ciclo Tres tristes tigres del trece, junto a Jorge Guinzburg, regresando al elenco estable del programa de Tinelli en 2004, parodiando al cantante de cumbia Pablo Lescano y su grupo Damas Gratis, como así también a Mercedes Sosa.
En 1998 se traslada para Canal 13 para realizar el programa de humor sketchizado llamado Rompeportones (el cual continúa repitiéndose por el Canal Volver hoy en día), junto a Emilio Disi, Fabián Gianola y gran elenco.
1999-2000: Totalmente (Azul Televisión). Programa de humor con sketches, invitados y musicales internacionales, con el Bicho Gomes y Gabriel Almirón, y producción ejecutiva de Pepe Parada.
2001: Totalmente remixado (Azul Televisión). Programa de humor con sketches, invitados y  musicales internacionales, con el Bicho Gomes y Gabriel Almirón, y producción ejecutiva de Pepe Parada.
En el año 2000, luego de estar 5 años separados, volvieron con Midachi, el regreso del humor, y en 2003, con Midachi, 20 años no es nada. En 2006, se presentó Midachi en cinta, en el Teatro Ópera de la ciudad de Buenos Aires, show que solo presentaron en Capital Federal.
En 2008 presentaron Midachi de película, que se extendió hasta 2010 y donde realizaron una gira por todo el país.
A mediados de 2010 mostraron su último espectáculo, Midachi Circus, que estuvo en cartelera hasta mayo de 2011 por la candidatura de Miguel del Sel a gobernador de Santa Fe.
El famoso grupo humorístico logró grandes récords, como 53 shows en el Gran Rex, superando a David Copperfield y Sandro, y además suma una convocatoria de 4.500.000 espectadores, aproximadamente, durante toda su carrera.[cita requerida]

## Trayectoria artística

### Cine
- Siempre es difícil volver a casa (1992)
- La herencia del tío Pepe (1998)
- Mi papá es un zapato (2005)
- Isidoro: La película (2007)

### Midachi

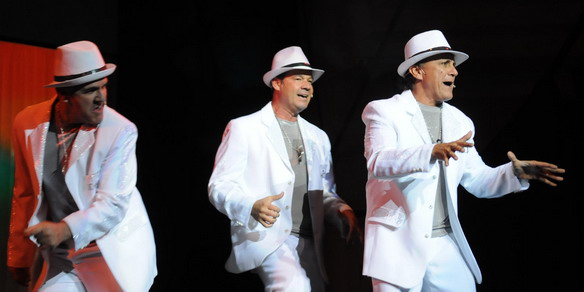
El trío Midachi en 2008.

- 1983: Tomo I
- 1991: Tomo II
- 1993: Tomo III
- 1995: Tomo IV
- 2000: El regreso del humor
- 2003: 20 años no es nada
- 2006: En cinta
- 2008: De película
- 2010: Circus

### Televisión
- 1991: Peor es nada (El Trece). (Invitado especial con Midachi)
- 1992-2004: Videomatch (Telefé). (Invitado en muchas ocasiones junto a Midachi, y parte del personal estable de humoristas en los ciclos 1995-1997 y 2004)
- 1995-2000: La movida del verano (Telefe).
- 1996: Trucholandia (Telefé).
- 1996-1997: El equipo de primera (Telefé)
- 1998: Rompeportones (El Trece).
- 1999-2000: Totalmente (Azul Televisión).
- 2001: Totalmente remixado (Azul Televisión).
- 2003: Son Amores, como Iguana
- 2004: Dimamitados (televisión de Miami).
- 2005-2006: Showmatch (Canal 9 y El Trece)
- 2006: Midachi TV (Canal 13).
- 2008-2024: Susana Giménez (en Telefé), con el personaje de La Tota.
- 2009-2019: Showmatch (El Trece). (Invitado especial en 2009 y 2010 junto a Midachi, y en el primer programa de 2019 por el aniversario de los 30 años).

### Discografía
- 1995: Todo o nada, de la empresa discográfica EMI Odeón
- ????: Miguel del Sel 2, de la empresa discográfica Distribuidora Belgrano Norte

## Carrera política

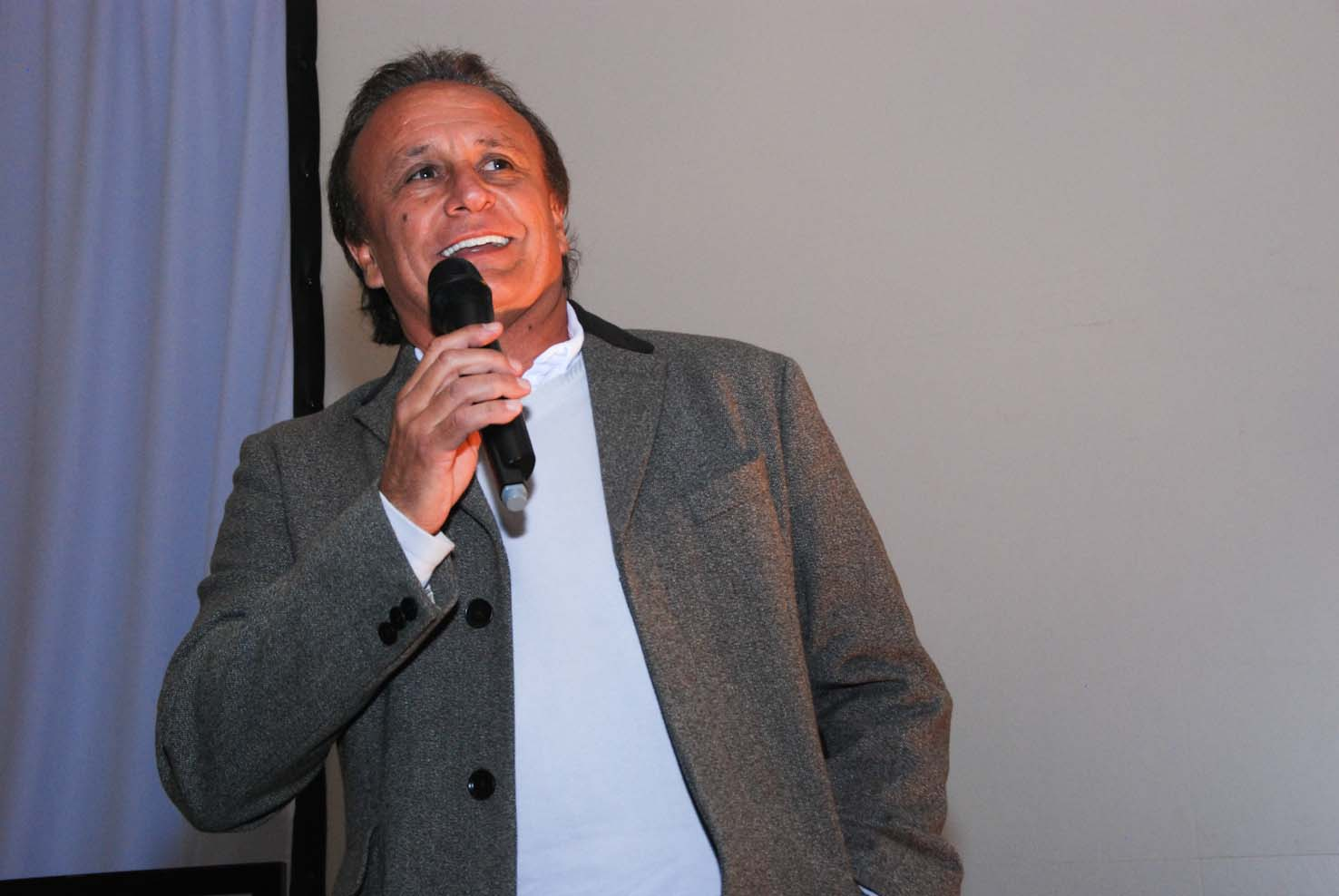
Miguel del Sel durante una campaña política.

### Candidato de Macri
En diciembre de 2010, el empresario y político Mauricio Macri le ofreció a Del Sel postularse como candidato a gobernador de la provincia de Santa Fe por el PRO. Del Sel pidió tiempo para meditarlo y tras analizarlo, el 23 de febrero de 2011, aceptó el ofrecimiento a candidatearse para gobernador y lo anunció en una conferencia de prensa.
Su amigo de la adolescencia, Raúl "Oreja" Fernández, que había sido mánager de Midachi, se ocupó de la campaña junto a otras tres amistades del humorista: Juanchi Guadarrama, Adrián "Ati" Aranda y Teté Alessio.

### Elecciones
El 19 de abril de 2015, Miguel del Sel se presentó como precandidato a gobernador de la provincia de Santa Fe en las PASO (elecciones primarias abiertas simultáneas y obligatorias). Salió en primer lugar con el 32,2 % de votos.
Actualmente es presidente del PRO Santa Fe.
Del Sel es también miembro «honorario» de la Fundación Pensar Santa Fe, institución que funciona como «usina de ideas» del PRO. En medio de la campaña Del Sel fue demandado ante el Instituto Nacional contra la Discriminación, la Xenofobia y el Racismo (INADI) por comentarios sexistas, insultos y apodos racistas proferidos en un video de campaña.
El 14 de junio de 2015 quedó en segundo lugar en la elección definitiva con 1.496 votos de diferencia con el socialista Miguel Lifschitz; sin embargo, a pesar de la derrota, del Sel se negó a reconocer los resultados.

### Proyectos de ley
Como diputado nacional, formó parte de las comisiones de Agricultura y Ganadería; Discapacidad; Cultura, y Prevención de Adicciones y Narcotráfico.
Propuso federalizar la Orquesta Sinfónica Nacional, para que se establezca un esquema con presentaciones en todo el país. Del Sel explicó:

La orquesta es un orgullo argentino, sus músicos han sido premiados a lo largo de la historia en los cinco continentes. Es justo que los ciudadanos de toda la Nación tengan acceso a deleitarse con su talento. Proponemos hacer llegar el esplendor de la Sinfónica Nacional a toda la audiencia del país y de forma equitativa.

Impulsó la creación del Registro Nacional de Entidades Receptoras de Donaciones Alimenticias,

## Embajador en Panamá
En diciembre de 2015, el presidente Mauricio Macri le ofreció ser el embajador de Argentina en Panamá, lo cual confirmó en el programa televisivo de Susana Giménez mientras se entrevistaban con la conductora Macri y parte de su equipo. En aquel puesto había sido nombrado Enrique Vaca Narvaja por la presidenta Cristina Fernández. Semanas después se destapó el caso Panamá Papers, que reveló una lista de políticos y empresarios que tenían cuentas en sociedades offshore en paraísos fiscales como Panamá, donde figuraban varias firmas de Mauricio Macri. "He estado escuchando, aprendiendo", afirmó en una entrevista. El 12 de abril de 2017 abandonó el cargo para volver a dedicarse a la actuación.

## Causas judiciales
Del Sel fue investigado por presunta violación a la normativa para el financiamiento de los partidos políticos en 2012. En la misma causa, ratificada por la Corte Suprema de Justicia en junio de 2017, también se lo involucra al intendente de la localidad santafesina de Funes, Diego Omar León Barreto. 
La causa gira en torno a que las autoridades del PRO en Santa Fe están acusadas de "no poder acreditar debidamente el origen y/o destino de los fondos recibidos" como parte del financiamiento para su campaña. Según la investigación, los referentes del PRO santafesino no pudieron justificar el origen y destino de unos 300 mil pesos.
En julio de 2018 el juez federal de Santa Fe, Reinaldo Rodríguez, lo encontró culpable de los hechos denunciados y lo condenó a no poder ejercer cargos públicos por un lapso de 6 meses.

## Polémicas

### Críticas a la asignación universal por hijo
El 19 de octubre de 2011, Del Sel criticó ―como parte de su campaña contra el Gobierno nacional― la implementación de la asignación universal por hijo, al interpretar que su implementación en todo el país estaba provocando un aumento en los embarazos adolescentes. Afirmó que esos datos se los había dicho el director del hospital de Villa Ocampo (en el norte de la provincia de Santa Fe).

Quizá todos aplaudimos o estamos de acuerdo con esto de la asignación..., de este subsidio a partir de los tres meses de embarazo. Pero el mes pasado estuve en Villa Ocampo, al norte de mi provincia, estuve con el director del hospital de Villa Ocampo ―háblenlo por teléfono―, y me dijo: «Miguel, se triplicó o cuadruplicó la cantidad de embarazos de pibitas de 12, 13, 14 años». Entonces, lo que se anuncia como una buena medida, se ve que nadie estudia las consecuencias. Entonces, ¿vos qué preferís, que una piba ignorante que viven en la miseria en ranchitos de adobe por ahí, en el norte de Santa Fe, se embaracen para qué? ¿Para cobrar una platita todos los meses y ni siquiera se den cuenta de que le están arruinando la vida a una piba de 12, 13 años?
Miguel Del Sel

El Dr. Daniel Catalani ―director del hospital de Villa Ocampo― desmintió al cómico y aportó datos que refutaban esa hipótesis.